# Paulo Costinha
Paulo Rebelo Costinha (Braga, 22 settembre 1973) è un ex calciatore portoghese, di ruolo portiere.

## Carriera

### Club
Nato a Braga e prodotto del vivaio del Boavista, Costinha nel 1993 si trasferisce nel più blasonato Sporting Lisbona, con cui vince la Coppa di Portogallo 1994-1995, rimanendo sempre un comprimario.
Dopo quattro anni nella capitale viene acquistato dal Porto, aggiudicandosi sempre da secondo portiere i campionati 1997-1998 e 1998-1999, prima di approdare in Spagna, nel Tenerife, in Segunda División.
Dopo una sola stagione nelle Canarie, Costinha torna in patria, all'União Leiria, con cui gioca regolarmente da titolare in Primeira Liga. Nell'estate 2006 viene ingaggiato dal Belenenses. Inizialmente titolare della compagine lisbonese, da gennaio 2007 perde però il ruolo di primo portiere a scapito del brasiliano neo-arrivato Júlio César. Costinha disputa comunque altre due stagioni, prima di ritirarsi nell'estate 2009 all'età di 36 anni.

### Nazionale
Costinha, dopo essere stato convocato dalla nazionale under-20 in Australia per i Mondiali di categoria 1993 e da quella under-21 in Francia per gli Europei 1994, viene selezionato dal Portogallo olimpico per i Giochi di Atlanta 1996. Nell'edizione olimpica disputa da titolare tre incontri su sei, concedendo cinque reti.

## Palmarès
- Coppa del Portogallo: 1

Sporting Lisbona: 1994-1995
- Campionato portoghese: 2

Porto: 1997-1998, 1998-1999